# Asteroide próximo da Terra
Um Asteroide próximo da Terra (mais conhecido por sua sigla em inglês NEA, Near Earth Asteroid), é como são conhecidos os asteroides cujas órbitas estão perto da Terra. Algumas dessas órbitas representam um perigo de colisão com o nosso planeta. Além disso, o NEA são mais facilmente observado a partir de espaçonaves desde a Terra; de fato, alguns podem ser alcançados com muito menos Delta-v do que é preciso para alcançar a Lua. A composição dos asteroides próximos da Terra corresponde à composição dos asteroides do cinturão principal de asteroides. Dois NEA foram visitados por espaçonaves:
- O 433 Eros pela sonda NEAR Shoemaker da NASA e
- O 25143 Itokawa pela sonda Hayabusa, missão operada pela Agência Japonesa de Exploração Aeroespacial (JAXA).

São conhecidos aproximadamente mil NEA cujas dimensões atingem até 32 quilômetros de tamanho (caso, por exemplo, de 1036 Ganymed). Existem, provavelmente, dezenas de milhares de NEA com tamanhos entre 1 e 2000 metros. Os NEA apenas sobrevivem em sua órbita de 10 a 100 milhões anos. No final, são eliminados por decadência e crescimento de sua órbita causados pelo Sol, por colisões com os planetas interiores por perturbações gravitacionais de outros corpos celestes, ou ao ser ejetados do sistema solar por alterações de sua trajetória ao passar perto de planetas. Tais processos vêm eliminando muitos deles há muito tempo, mas são substituídas regularmente pela migração orbital dos outros, a partir do cinturão de asteroides.

## Classificação dos NEA

Classificação dos asteroides perto da Terra

Alguns NEA com uma órbita altamente excêntrica são provavelmente cometas extintos que perderam seus constituintes voláteis. Na verdade alguns NEA mantém uma fila imperceptível de quando era um cometa. Estes foram provavelmente capturados do cinturão de Kuiper, um depósito de cometas residentes nas proximidades da órbita de Netuno. O resto dos asteroides NEA parecem ser asteroides verdadeiros, deslocados o cinturão de asteroides por interações gravitacionais com Júpiter ou por colisões entre si.
Existem três famílias de NEA:
- Os asteroides Aton, caracterizados por possuírem uma variedade de órbita radial perto de um UA (Unidade astronômica, a distância da Terra ao Sol) e apoastro do tamanho do periélio da Terra, o que normalmente é colocado no interior da órbita da Terra.
- Os asteroides Apollo, com uma variedade de órbita radial maior que a da Terra e um periélio menor do que o afélio da Terra.
- Os asteroides Amor, com uma faixa de órbita radial entre as órbitas de Marte e da Terra e com um periélio bem acima da órbita da Terra (1,017 a 1,3 UA). Os objetos que compõem este tipo frequentemente cruzam a órbita de Marte, mas não a da Terra. As duas luas de Marte, Fobos e Deimos talvez já foram uma vez asteroides amor que foram capturados pelo planeta vermelho.